# Ligema
Ligema is een plaats in de Estlandse gemeente Hiiumaa, provincie Hiiumaa. De plaats heeft de status van dorp (Estisch: küla).
Ligema lag tot in oktober 2017 in de gemeente Käina. In die maand ging de gemeente op in de fusiegemeente Hiiumaa.

## Bevolking
De ontwikkeling van het aantal inwoners blijkt uit het volgende staatje:
| Jaar            | 2000 | 2011 | 2017 | 2019 | 2021 |
| --------------- | ---- | ---- | ---- | ---- | ---- |
| Aantal inwoners | 14   | 9    | 8    | 9    | 5    |

## Ligging
Ligema ligt in het zuidwestelijk deel van het eiland Hiiumaa. Het riviertje Jausa jõgi loopt door het dorp.

## Geschiedenis
Ligema heette achtereenvolgens Lickama Berttell (1576), Licoma Berth (1583), Lickeme Berttel (1587), Liggima Erich (1666) en Ligoma (1782). Het plaatsje lag op het landgoed van Emmast (Emmaste). Op een onbekende datum, maar na 1940 werd het bij het buurdorp Taterma gevoegd. Pas in 1997 werd het weer zelfstandig.